# 鉾田警察署
鉾田警察署（ほこたけいさつしょ）は、茨城県警察が管轄する警察署の一つである。署長は警視。

## 所在地
茨城県鉾田市鉾田2336番地8

## 管轄区域
鉾田市

## 沿革
- 1876年（明治9年） - 水戸警察出張所鉾田巡査在勤所
- 1878年（明治11年） - 水戸警察署鉾田分署
- 1886年（明治19年） - 鉾田警察署
- 1965年（昭和40年）5月 - 現庁舎建設
- 1983年（昭和58年） - 増改築
- 1991年（平成3年） - 再増改築

## 組織
- 署長
- 副署長
- 警務課
  - 警務係
  - 総合相談係
  - 被害者支援係
- 会計課
- 地域課
  - 自動車警ら係
- 生活安全課
  - 生活安全係
  - 営業係
  - 少年係
  - 特捜係
  - 人身安全対策係
  - 事件係
  - 銃刀係
- 刑事課
  - 強行犯係
  - 知能犯係
  - 窃盗犯係
  - 組織犯罪対策係
  - 薬物銃器対策係
  - 鑑識係
- 交通課
  - 取締係
  - 事故捜査係
  - 規制・免許係
- 警備課
  - 警備係

## 駐在所
- 荒地駐在所 - 鉾田市荒地596-15
- 大蔵駐在所 - 鉾田市大蔵28-28
- 大竹駐在所 - 鉾田市大竹984-7
- 舟木駐在所 - 鉾田市舟木202-72